# Šrotování sladu

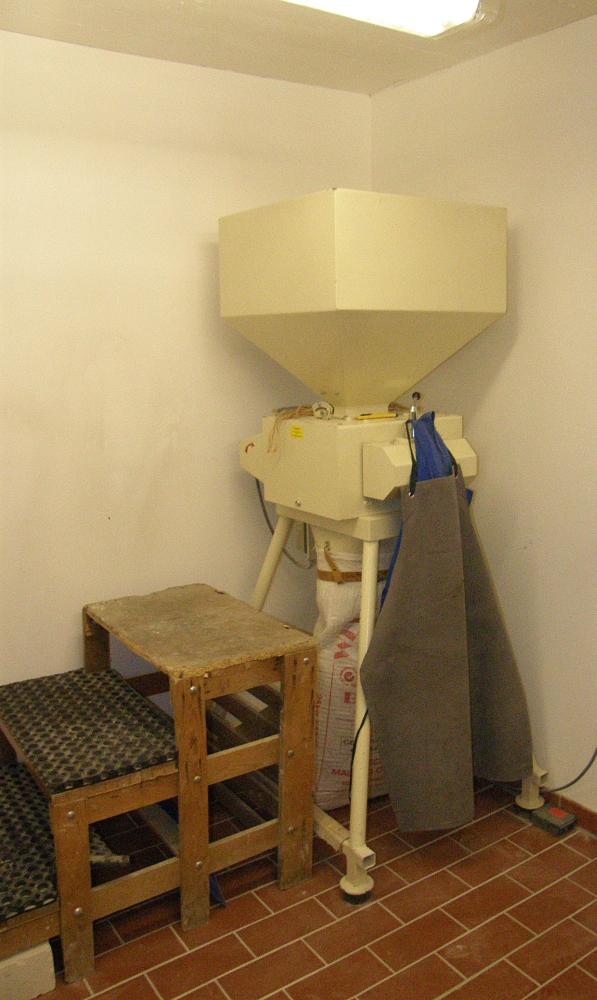
Dvouválcový šrotovník městského pivovaru HBX v Hannoveru

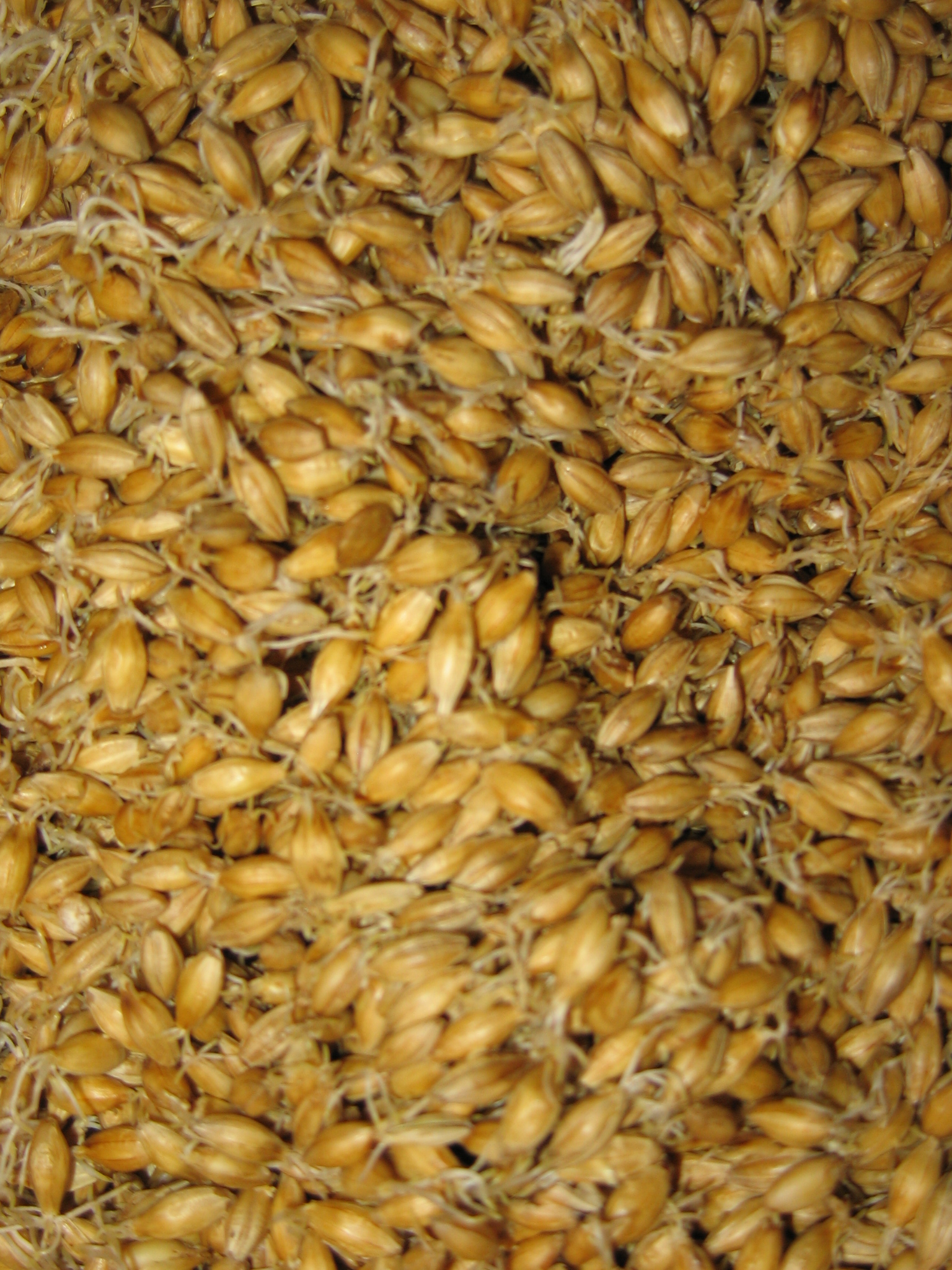
Slad

Šrotování či též mletí je úvodní technologická operace při výrobě piva. Jeho smyslem je mechanické rozrušení sladových či obilných zrn tak, aby došlo ke zpřístupnění jejich vnitřních partií pro další technologické operace na varně.

## Teorie šrotování
Pro správný průběh enzymatických procesů během technologických operací na varně, jejichž smyslem je rozštěpení především škrobů obsažených v endospermu zrna tak, aby byly dále využitelné při hlavním kvašení, je nezbytné zrno rozšrotovat na sladový šrot o vhodném složení. Tím je rovněž usnadněno přecházení extraktivních látek ze sladu do rmutu. Obecně platí, že čím jemnější šrot je, tím lepší je přístup enzymů k jednotlivým složkám zrna a lepší jsou i varní výtěžky. Při šrotování však nesmí docházet k rozdrcení pluchy, která spolu s pluškou tvoří obal zrna, neboť právě pluchy tvoří přirozenou filtrační vrstvu při klasickém scezování. Pro lepší ochranu pluchy se někdy používá tzv. kondiciování sladu nebo přímo šrotování za mokra. Tím je sice plucha více chráně před rozdrcením, neboť se zvýšením vlhkosti stává více elastickou a lépe odolává mechanickému namáhání při šrotování. Avšak vymletí obsahu zrna (endospermu) pak není tak dokonalé, jako při šrotování za sucha. Z těchto důvodů je třeba volit technologii šrotování dle navazující technologie varny, typu vyráběného piva či kvality a typu použitého sladu či dalších surovin. Složení výsledného šrotu, zvaného též sypání, je základním kvalitativním ukazatelem šrotování. Dalším důležitým kritériem je doba zpracovatelnosti sladového šrotu, kdy již po několika hodinách může docházet k oxidačním změnám ve sladovém šrotu s negativním dopadem na výsledné vlastnosti a kvalitu piva. V neposlední řadě je u šrotu sledován i tzv. sypný objem. Slad o hmotnosti 100 g má objem cca 180 ml, hrubý šrot o stejné hmotnosti 280 ml a vyprodukuje 200 ml mláta, jemný šrot 150 ml a tvoří 100 ml mláta a velmi jemný šrot zaujímá objem 100 ml, stejně jako objem mláta, který z něj vznikne. Šrot z kondiciovaného sladu produkuje větší objem mláta přibližně o 10 % a šrot mletý za mokra dokonce o 50 %.

### Složení sladového šrotu
Sladový šrot tvoří pluchy, hrubá krupice, jemná krupice a mouka. Dobře rozluštěné slady mají vyšší podíl mouky a jemné krupice, což pozitivně ovlivňuje přechod extraktivních látek ze zrna do roztoku a tím i varní výtěžnost. Špatně rozluštěné slady mají vyšší podíl hrubé krupice, která uvolňuje extraktivní látky hůře než jemnější frakce. Z tohoto důvodu je třeba špatně rozluštěné slady šrotovat na jemnější frakce čímž se však zhoršuje filtrační schopnost mláta, které díky jemným frakcím jednak déle sedá (prodlužuje se tím doba scezování) a dále hrozí, že vrstva mláta bude natolik kompaktní, že se stane nepropustnou a scezování se zcela zastaví. Konkrétní poměry jednotlivých podílů se různí podle druhu vařeného piva, použité technologie varny, použité technologie šrotování, ale i dle různé literatury a jsou často i předmětem výrobního tajemství příslušného pivovaru. Například Albl uvádí pro dobře rozluštěný slad a scezovací káď následující podíly: pluchy 15-18 %, hrubá krupice 18-22 %, jemná krupice 30,-35 % a mouka 25-35 %. Kontrola poměrů jednotlivých podílů se provádí laboratorně pomocí Pfungstadského prosévadla.

## Technologie šrotování

### Manipulace se sladem před šrotováním
Vlastnímu procesu šrotování předchází přejímka a uložení sladu na půdách či v silech. Dále je provedeno přečištění sladu pomocí čističek s vytřasadly a síty, aspirátorem prachu a magnetickým odlučovačem kovových příměsí sladu. Součástí přípravy sladu na šrotování je i jeho přesné zvážení na výklopných či elektronických vahách. Z dopravních cest, ale i z vlastního prostoru šrotovny, kde jsou nezbytná technologická zařízení pro přípravu a šrotování sladu umístěna, je průběžně odsáván prach. Při konstrukci zde instalovaných zařízení je třeba brát v úvahu, že všudypřítomný sladový prach rozptýlený ve vzduchu tvoří prostředí s nebezpečím výbuchu.

### Šrotování za sucha
Šrotování je prováděno pomocí šrotovníků (mlýnů), které obsahují rotující válce (hladké či např. pro sladinové filtry rýhované), mezi kterými dochází k mechanickému rozrušení (rozdrcení zrna) na sladový šrot o požadovaném složení. Dle konstrukce mohou být šrotovníky dvou, čtyř, pěti či šestiválcové. Obecně lze na víceválcových šrotovnících, díky možnosti provést opakované šrotování určitých frakcí, dosáhnout vhodnějšího složení sladového šrotu. Průměr válců by měl být vždy minimálně 250 mm, neboť jinak by byl úhel svíraný válci příliš malý, což by mělo negativní dopad na výkon šrotovníku. Rychlost otáčení válců je 160 až 260 otáček za minutu. Mezera mezi válci, jak je popsáno dále, se dle technologie různí. Obvykle se pohybuje mezi 0,3 až 1,6 mm. Co do konstrukce je zpravidla jeden válec z páru uložen pevně a druhý pružně, což eliminuje možnost poškození šrotovníku v případě, že do šrotovaného sladu vnikne cizí pevné těleso. Důležitým parametrem je i souosost válců.
Dvouválcové šrotovníky
Jedná se o poháněný souosý pár mlecích, zpravidla hladkých válců, uzavřených pokud možno v prachotěsné skříni. Klíčovým parametrem jejich nastavení je velikost mezery mezi válci, která se v minulosti kontrolovala pomocí měkké olověné tyčinky zasunuté mezi válce. Díky své konstrukci má tento typ šrotovníku oproti víceválcovým poměrně nízký výkon, proto je využíván především v malých či hostinských pivovarech.
Čtyřválcové šrotovníky
Jedná se o dva páry mlecích válců uložených nad sebou, kdy díky vhodně nastavenému separačnímu zařízení mezi válci (např. vysévací zařízení - síta či metací válečky) lze určit, která frakce bude procházet druhým párem mlecích válců, a která bude pokračovat mimo ně. Druhý pár mlecích válců má zpravidla odlišnou mezeru mezi válci i rychlost jejich otáčení. Díky čtyřválcové konstrukci šrotovníku je dosahováno jednak lepších poměrů podílů šrotu, tak i vyššího hodinového výkonu na centimetr délky válce, díky čemuž jsou využívány v menších i středně velkých pivovarech.
Pětiválcové šrotovníky
Svojí konstrukcí vycházejí z konstrukce čtyřválcové, přičemž uspořádání válců prvního stupně není vodorovné tj. válce nejsou vedle sebe, nýbrž nad sebou či mírně diagonálně a za druhý válec je připojen další samostatný válec tvořící mezeru s válcem druhým. Druhý válec tedy vytváří mezeru jak s válcem prvým, tak s válcem třetím. Následuje druhý samostatný pár vodorovně uložených válců. Zrno tedy prochází diagonálním směrem mezi prvním a druhým párem válců, následuje první separace podílů šrotu, dále část šrotu prochází opět diagonálním směrem mezi druhým a třetím válcem. Poté je šrot opět separován a požadovaný podíl šrotu prochází mezi čtvrtým a pátým válcem (samostatně vodorovně uložený pár válců).
Šestiválcové šrotovníky
Šrotovník obsahuje tři páry mlecích válců, mezi kterými je jsou umístěna separační zařízení, díky kterým lze prakticky bez omezení regulovat výsledný poměr jednotlivých podílů sladového šrotu. Díky své konstrukci je dosahováno hodinového výkonu i více než 80 kg na 1 cm délky válce.

### Kondiciování sladu
Kondiciováním sladu se mírně zvyšuje vlhkost zrna a tím se zvyšuje elasticita pluchy. Ta poté lépe odolává mechanickému namáhání při šrotování a lépe plní svoji funkci při scezování. Kondiciování se provádí teplou či studenou vodou nebo redukovanou párou v šnekovém kondicionéru, máčecí šachtě či rotačním zvlhčovacím turniketu. Konečné zvýšení vlhkosti zrna činí v průměru 1-2 %.

### Mletí sladu za mokra
V rámci této technologie se zrno nejprve namáčí v nádrži po dobu 10-30 min dle teploty vody, což vede ke zvýšení jeho vlhkosti na 28 až 30 %. Poté se slad šrotuje na dvouválcovém šrotovníku a po opětovném smíchání s máčecí vodou čerpá na varnu do vystírací kádě.

### Speciální technologie šrotování
Mezi speciální technologie šrotování se řadí například šrotování v ochranné atmosféře, což má omezit negativní oxidační změny v sladovém šrotu či velmi jemné šrotování za použití kladivových mlýnů pro použití s vakuovou či rámovou filtrací sladiny.